# Domenico Rinaldi
Domenico Rinaldi (Pontevico, 24 aprile 1959) è un tuffatore ed allenatore di tuffi italiano.

## Biografia
Domenico Rinaldi ha rappresentato la nazionale italiana ai Giochi olimpici di Los Angeles 1984 e di Seoul 1988 partecipando al concorso dalla piattaforma 10 metri individuale.
In carriera ha vinto la medaglia di bronzo ai campionati europei di nuoto di Sofia 1985 concludendo la gara alle spalle del tedesco orientale Thomas Knuths ed al tedesco Albin Killat.

### Allenatore
Dopo essersi ritirato dalle competizioni sportive è divenuto allenatore di tuffi. Negli anni novanta del XX secolo ha allenato la Lazio Nuoto. In seguito la Trieste Tuffi.
Dal 1997 è tecnico federale. Ha curato la preparazione del figlio Tommaso Rinaldi.
Le società da lui guidate come coordinatore/direttore tecnico e allenatore sedici titolo per società di Campione d'Italia: 4 titoli con la S.S. Lazio Nuoto (del 1993 al 1996),; 10 titoli con le Fiamme Oro Roma (dal 1997 al 2006); 1 titolo con la Trieste Tuffi Edera 1904 asd (2008); 1 titolo con la M.R. Sport dei Fratelli Marconi asd (2017).

## Palmarès
- Europei di nuoto

Sofia 1985: bronzo piattaforma 10m individuale